# In the Name of the King 2: Two Worlds
In the Name of the King 2: Two Worlds è un film del 2011 diretto da Uwe Boll.
Si tratta di una pellicola direct-to-video di produzione canadese-statunitense, sequel di In the Name of the King (2007) ed ha a sua volta un sequel intitolato In the Name of the King 3 - L'ultima missione (2014).